# Jonas Ivens
Jonas Ivens (Beveren, 14 ottobre 1984) è un ex calciatore belga, di ruolo difensore.